# Domencíolo (curador)
Domencíolo (em grego: Δομεντζίολος; romaniz.: Domentziolus) foi um oficial bizantino do século VI, ativo no reinado dos imperadores Tibério II (r. 574–582) e Maurício (r. 582–602).

## Vida

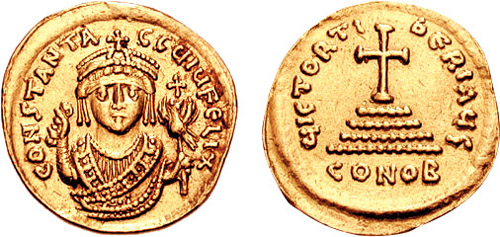
Soldo de r.

Era tio ou primo de Patrício. Talvez em 578/9, era curador (ecônomo); em 605 foi atestado como curador da Casa de Hormisda, em Constantinopla, sendo possível que fosse curador dessa localidade nos anos 570. Na mesma época foi enviado por Tibério à Armênia com ouro para pagar as tropas amotinadas por falta de pagamento. Foi enviado à Armênia por Maurício em 589 por ocasião de uma revolta armênia na qual João foi assassinado. Suprimiu a revolta e enviou seu líder Simbácio IV para Constantinopla para ser punido; durante a revolta foi descrito como um dos chefes do senado e homem de distinção próximo de Maurício. É novamente citado em 602, quando ele e Constantino Lárdis colocaram pressão sobre a facção Verde do hipódromo para nomear Crúcis como diceta.